# Man Mohan Adhikari
Pour les articles homonymes, voir Adhikari.
Man Mohan Adhikari est un homme d'État népalais, né en juin 1920 à Lazimpat (en), près de Katmandou, mort le 26 avril 1999.

## Biographie
Membre du Parti communiste du Népal (marxiste-léniniste unifié), il a exercé les fonctions de Premier ministre du Népal du 30 novembre 1994 au 12 septembre 1995.